# Ørslev Kirke (Vordingborg Kommune)
 For alternative betydninger, se Ørslev Kirke. (Se også artikler, som begynder med Ørslev Kirke)
Ørslev Kirke er en kirke i byen Ørslev, beliggende i Ørslev Sogn (Vordingborg Kommune), nord for Vordingborg på Sydsjælland.
Den er opført i romansk stil ca. 1200-1250. Der findes en kirkelade fra omkring år 1450-90, der sandsynligvis er opført samtidig med etableringen af hvælvingerne i kirken.
På kirkegården ligger den danske digter Christian Richardt og skolemanden Martin Hammerich.